# Христофор (кесар)
Христофор (на гръцки: Χριστόφορος, Christophoros, * ок. 753 в Константинопол, † след 812 в Афазия?) от Исаврийската династия е византийски принц и от 2 април 769 г. кесар.
Той е най-възрастният син на император Константин V (741 – 775) и третата му съпруга августа Евдокия.
На 2 април 769 г. той и брат му Никифор са обявени за кесари. Неговият по-голям полубрат Лъв IV е от 751 г. съимператор (Basileus). През май 776 г. Христофор и четиримата му по-малки братя са заточени в Херсонес на Кримския полуостров заради подозрение за заговор срещу Лъв IV. През 780 г., 40 дена след възкачването на трона на Ирина на 8 септември 780 г., една заговорническа група планува да възкачи Никифор като император. Заговорът е разкрит и Никифор и Христофор по заповед на Ирина са изпратени в манастир. След тежката загуба на Константин VI в битката при Маркели против българите през 792 г. Христофор участва в нов преврат на Тагмата да смени императора, затова Константин заповядва да му отрежат езика. След това Христофор не се споменава от Теофан и не е сигурно дали е бил жив. Братята са изгонени през октомври 797 г. в Атина, а през пролетта на 799 г. и през 812 г. правят отново опити да свалят Ирина. Братята са заточени на остров Афазия, където им се губи следата.